# Gran Premio de la República Checa de Motociclismo de 2000
El Gran Premio de la República Checa de Motociclismo de 2000 fue la undécima prueba del Campeonato del Mundo de Motociclismo de 2000. Tuvo lugar en el fin de semana del 18 al 20 de agosto de 2000 en el Masaryk Circuit, situado en Brno, Moravia, República Checa. La carrera de 500cc fue ganada por Max Biaggi, seguido de Valentino Rossi y Garry McCoy. Shinya Nakano ganó la prueba de 250cc, por delante de Tohru Ukawa y Olivier Jacque. La carrera de 125cc fue ganada por Roberto Locatelli, Youichi Ui fue segundo y Emilio Alzamora tercero.

## Resultados 500cc
| Pos. | N.º | Piloto              | Constructor | Vueltas | Tiempo/Retirado | Grilla | Puntos |
| ---- | --- | ------------------- | ----------- | ------- | --------------- | ------ | ------ |
| 1    | 4   | Max Biaggi          | Yamaha      | 22      | 45:31.918       | 1      | 25     |
| 2    | 46  | Valentino Rossi     | Honda       | 22      | +6.641          | 5      | 20     |
| 3    | 24  | Garry McCoy         | Yamaha      | 22      | +8.627          | 4      | 16     |
| 4    | 2   | Kenny Roberts, Jr.  | Suzuki      | 22      | +12.106         | 3      | 13     |
| 5    | 65  | Loris Capirossi     | Honda       | 22      | +16.083         | 2      | 11     |
| 6    | 5   | Sete Gibernau       | Honda       | 22      | +22.388         | 12     | 10     |
| 7    | 1   | Àlex Crivillé       | Honda       | 22      | +22.640         | 6      | 9      |
| 8    | 9   | Nobuatsu Aoki       | Suzuki      | 22      | +22.830         | 14     | 8      |
| 9    | 99  | Jeremy McWilliams   | Aprilia     | 22      | +23.002         | 9      | 7      |
| 10   | 8   | Tadayuki Okada      | Honda       | 22      | +24.525         | 13     | 6      |
| 11   | 7   | Carlos Checa        | Yamaha      | 22      | +29.560         | 15     | 5      |
| 12   | 17  | Jurgen vd Goorbergh | TSR-Honda   | 22      | +29.844         | 10     | 4      |
| 13   | 55  | Régis Laconi        | Yamaha      | 22      | +30.393         | 16     | 3      |
| 14   | 31  | Tetsuya Harada      | Aprilia     | 22      | +35.863         | 8      | 2      |
| 15   | 27  | Luca Cadalora       | Modenas     | 22      | +1:05.405       | 17     | 1      |
| 16   | 25  | José Luis Cardoso   | Honda       | 22      | +1:15.549       | 18     |        |
| 17   | 43  | Paolo Tessari       | Paton       | 21      | +1 Vuelta       | 19     |        |
| 18   | 18  | Sebastién Le Grelle | Honda       | 21      | +1 Vuelta       | 20     |        |
| 19   | 20  | Phil Giles          | Honda       | 21      | +1 Vuelta       | 22     |        |
| 20   | 15  | Yoshiteru Konishi   | TSR-Honda   | 21      | +1 Vuelta       | 21     |        |
| Ret  | 10  | Alex Barros         | Honda       | 4       | Accidente       | 11     |        |
| Ret  | 6   | Norick Abe          | Yamaha      | 1       | Retirado        | 7      |        |

- Pole position: Max Biaggi, 2:01.291
- Vuelta Rápida: Max Biaggi, 2:02.854

## Resultados 250cc
| Pos. | N.º | Piloto             | Constructor | Vueltas | Tiempo/Retirado | Grilla | Puntos |
| ---- | --- | ------------------ | ----------- | ------- | --------------- | ------ | ------ |
| 1    | 56  | Shinya Nakano      | Yamaha      | 20      | 41:44.845       | 2      | 25     |
| 2    | 4   | Tohru Ukawa        | Honda       | 20      | +3.994          | 4      | 20     |
| 3    | 19  | Olivier Jacque     | Yamaha      | 20      | +4.987          | 1      | 16     |
| 4    | 35  | Marco Melandri     | Aprilia     | 20      | +6.028          | 5      | 13     |
| 5    | 6   | Ralf Waldmann      | Aprilia     | 20      | +13.366         | 3      | 11     |
| 6    | 74  | Daijirō Katō       | Honda       | 20      | +21.259         | 8      | 10     |
| 7    | 21  | Franco Battaini    | Aprilia     | 20      | +26.489         | 6      | 9      |
| 8    | 9   | Sebastián Porto    | Yamaha      | 20      | +45.073         | 11     | 8      |
| 9    | 26  | Klaus Nöhles       | Aprilia     | 20      | +47.135         | 10     | 7      |
| 10   | 14  | Anthony West       | Honda       | 20      | +56.932         | 16     | 6      |
| 11   | 8   | Naoki Matsudo      | Yamaha      | 20      | +57.074         | 12     | 5      |
| 12   | 18  | Shahrol Yuzy       | Yamaha      | 20      | +57.321         | 13     | 4      |
| 13   | 42  | David Checa        | TSR-Honda   | 20      | +1:11.286       | 17     | 3      |
| 14   | 37  | Luca Boscoscuro    | Aprilia     | 20      | +1:12.160       | 19     | 2      |
| 15   | 77  | Jamie Robinson     | Aprilia     | 20      | +1:15.068       | 7      | 1      |
| 16   | 25  | Vincent Philippe   | TSR-Honda   | 20      | +1:15.496       | 18     |        |
| 17   | 11  | Ivan Clementi      | Aprilia     | 20      | +1:16.125       | 28     |        |
| 18   | 22  | Sébastien Gimbert  | TSR-Honda   | 20      | +1:16.282       | 24     |        |
| 19   | 66  | Alex Hofmann       | Aprilia     | 20      | +1:16.881       | 23     |        |
| 20   | 31  | Lucas Oliver Bultó | Yamaha      | 20      | +1:27.084       | 25     |        |
| 21   | 23  | Julien Allemand    | Yamaha      | 20      | +1:32.893       | 26     |        |
| 22   | 15  | Adrian Coates      | Aprilia     | 20      | +1:35.776       | 29     |        |
| 23   | 82  | Vladimír Častka    | Yamaha      | 20      | +1:42.645       | 21     |        |
| 24   | 84  | Michael Witzender  | Honda       | 19      | +1 Vuelta       | 30     |        |
| 25   | 81  | Radomil Rous       | Honda       | 19      | +1 Vuelta       | 32     |        |
| Ret  | 24  | Jason Vincent      | Aprilia     | 16      | Accidente       | 9      |        |
| Ret  | 20  | Jerónimo Vidal     | Aprilia     | 9       | Retirado        | 20     |        |
| Ret  | 10  | Fonsi Nieto        | Yamaha      | 7       | Retirado        | 15     |        |
| Ret  | 30  | Alex Debón         | Aprilia     | 2       | Accidente       | 14     |        |
| Ret  | 41  | Jarno Janssen      | TSR-Honda   | 2       | Accidente       | 22     |        |
| Ret  | 83  | Uwe Bolterhauer    | Honda       | 2       | Accidente       | 31     |        |
| DNS  | 16  | Johan Stigefelt    | TSR-Honda   |         | No corrió       | 27     |        |

- Pole position: Olivier Jacque, 2:03.673
- Vuelta Rápida: Shinya Nakano, 2:04.113

## Resultados 125cc
| Pos. | N.º | Piloto             | Constructor | Vueltas | Tiempo/Retirado | Grilla | Puntos |
| ---- | --- | ------------------ | ----------- | ------- | --------------- | ------ | ------ |
| 1    | 4   | Roberto Locatelli  | Aprilia     | 19      | 41:19.190       | 1      | 25     |
| 2    | 41  | Youichi Ui         | Derbi       | 19      | +1.533          | 2      | 20     |
| 3    | 1   | Emilio Alzamora    | Honda       | 19      | +1.716          | 4      | 16     |
| 4    | 9   | Lucio Cecchinello  | Honda       | 19      | +18.466         | 9      | 13     |
| 5    | 5   | Noboru Ueda        | Honda       | 19      | +29.076         | 3      | 11     |
| 6    | 21  | Arnaud Vincent     | Aprilia     | 19      | +33.896         | 20     | 10     |
| 7    | 32  | Mirko Giansanti    | Honda       | 19      | +34.910         | 11     | 9      |
| 8    | 23  | Gino Borsoi        | Aprilia     | 19      | +35.161         | 12     | 8      |
| 9    | 39  | Jaroslav Huleš     | Italjet     | 19      | +43.932         | 18     | 7      |
| 10   | 26  | Ivan Goi           | Honda       | 19      | +51.767         | 13     | 6      |
| 11   | 78  | Jakub Smrž         | Honda       | 19      | +55.001         | 17     | 5      |
| 12   | 54  | Manuel Poggiali    | Derbi       | 19      | +58.524         | 24     | 4      |
| 13   | 51  | Marco Petrini      | Aprilia     | 19      | +1:02.714       | 19     | 3      |
| 14   | 18  | Toni Elías         | Honda       | 19      | +1:03.009       | 22     | 2      |
| 15   | 35  | Reinhard Stolz     | Honda       | 19      | +1:08.530       | 21     | 1      |
| 16   | 22  | Pablo Nieto        | Derbi       | 19      | +1:09.919       | 15     |        |
| 17   | 24  | Leon Haslam        | Italjet     | 19      | +1:35.984       | 26     |        |
| 18   | 79  | Igor Kalab         | Honda       | 19      | +1:36.325       | 27     |        |
| 19   | 81  | Laszlo Bancsiki    | Honda       | 18      | +1 Vuelta       | 29     |        |
| 20   | 82  | Gábor Talmácsi     | Honda       | 18      | +1 Vuelta       | 31     |        |
| Ret  | 17  | Steve Jenkner      | Honda       | 16      |                 | 5      |        |
| Ret  | 16  | Simone Sanna       | Aprilia     | 12      |                 | 7      |        |
| Ret  | 11  | Max Sabbatani      | Honda       | 8       |                 | 23     |        |
| Ret  | 80  | Michal Brezina     | Honda       | 7       |                 | 30     |        |
| Ret  | 15  | Alex De Angelis    | Honda       | 6       |                 | 14     |        |
| Ret  | 29  | Ángel Nieto Jr     | Honda       | 6       |                 | 6      |        |
| Ret  | 53  | William De Angelis | Aprilia     | 4       |                 | 25     |        |
| Ret  | 8   | Gianluigi Scalvini | Aprilia     | 4       |                 | 8      |        |
| Ret  | 3   | Masao Azuma        | Honda       | 3       |                 | 10     |        |
| Ret  | 12  | Randy de Puniet    | Aprilia     | 0       |                 | 16     |        |
| DNS  | 10  | Adrián Araujo      | Honda       |         | No corrió       | 28     |        |

- Pole position: Roberto Locatelli, 2:10.003
- Vuelta Rápida: Youichi Ui, 2:09.416